# ダード・ハンター

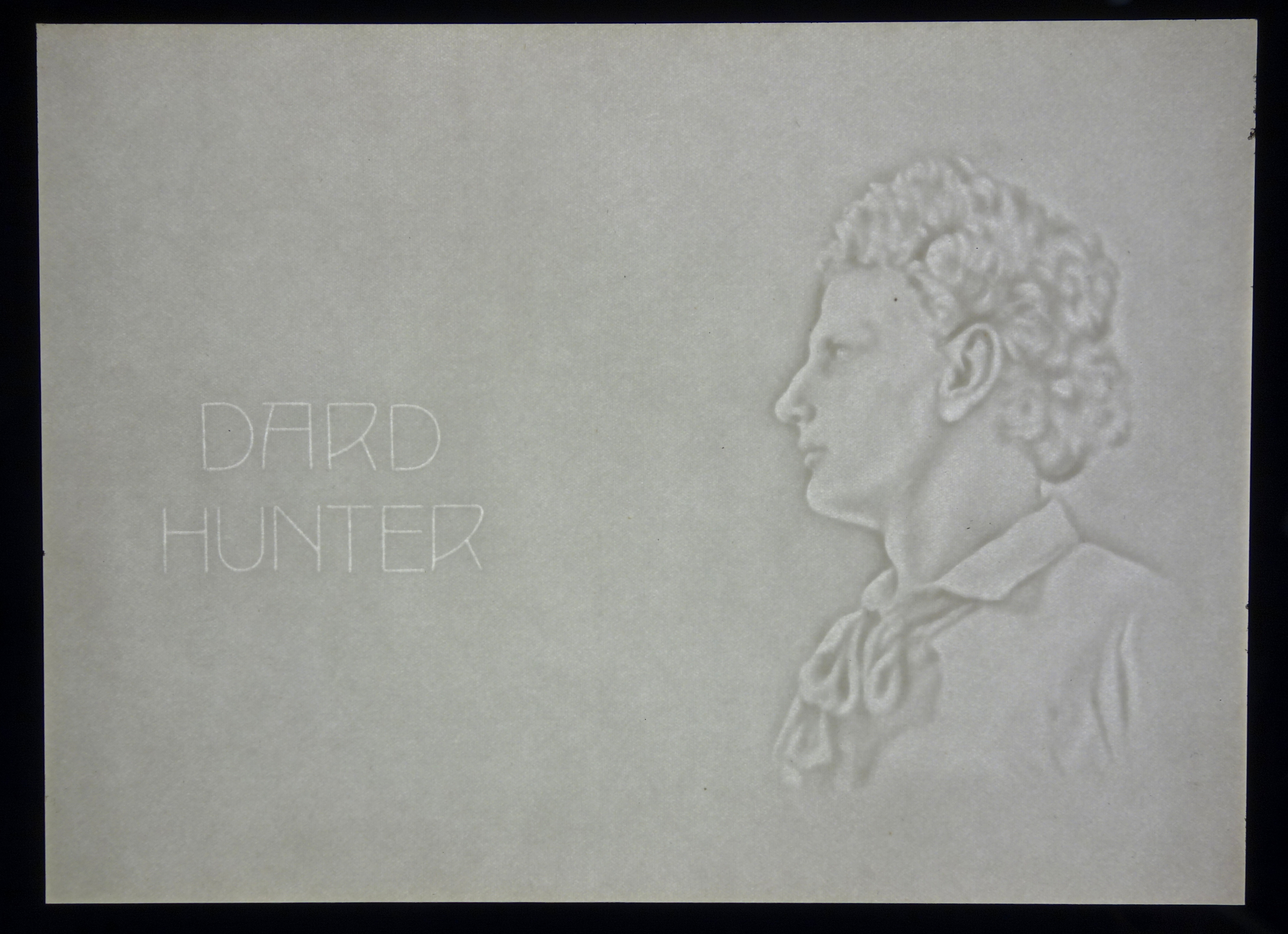
ダード・ハンター、透かし入りの自画像

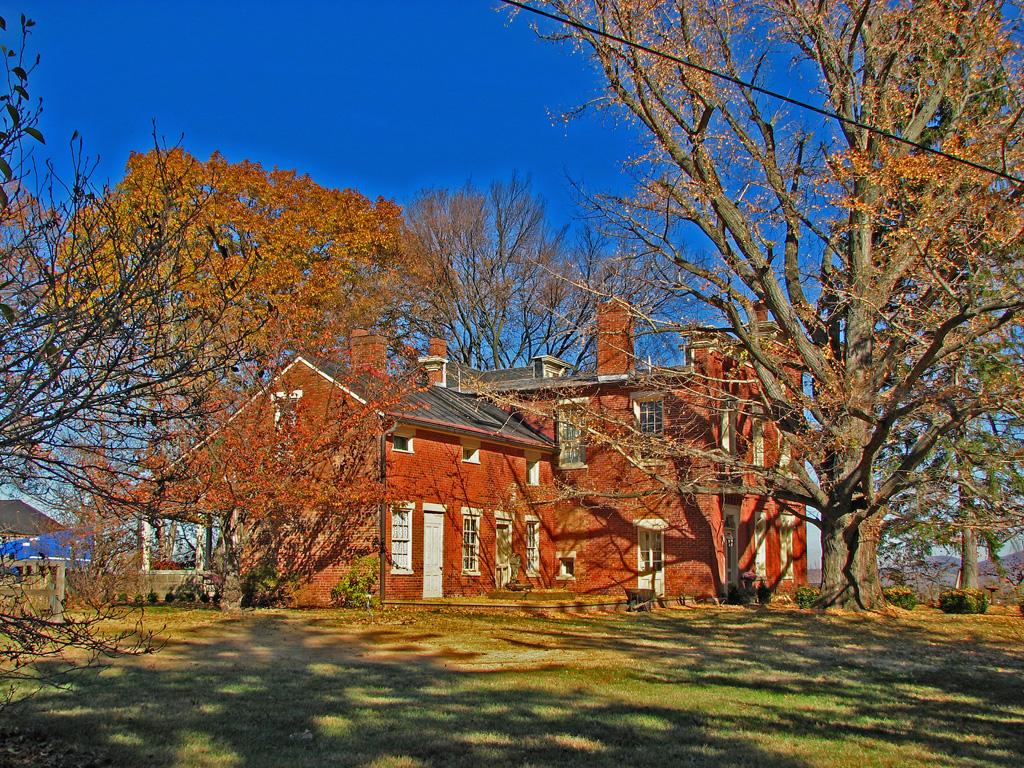
チリコシーにあるマウンテン・ハウスの前景

ウィリアム・ジョセフ・"ダード"・ハンター（William Joseph "Dard" Hunter、1883年11月29日 - 1966年2月20日）は、16世紀の道具と技術を使用して、特に手作りでの紙、製紙技術、印刷 に関するアメリカでの第一人者であった。とりわけ、200部だけ印刷された著書、『Old Paper Making』を作ったことで知られており、そのための全工程を準備した。文章を書き、活字をデザインして鋳造し、組版を行い、紙を手作りし、印刷して製本したものである。
スミソニアン博物館の展示には、ハンターの労作について、「印刷の全歴史の中で、これらは一人の人間の労働によって完全に作られた最初の本である」と書かれていた。彼は、『Papermarking by Hand in America』（1950年) も著した。
アーツ・アンド・クラフツ運動に積極的に参加したハンターは、他の多くの種類の手作りの芸術品や工芸品を作成して支持し、Things You Can Makeなどの独自のガイドを発行した。彼は陶器、宝石、ステンドグラスの窓、家具を試作した。また、ダード・ハンター手工芸学校という通信教育学校を設立した。

## 生涯

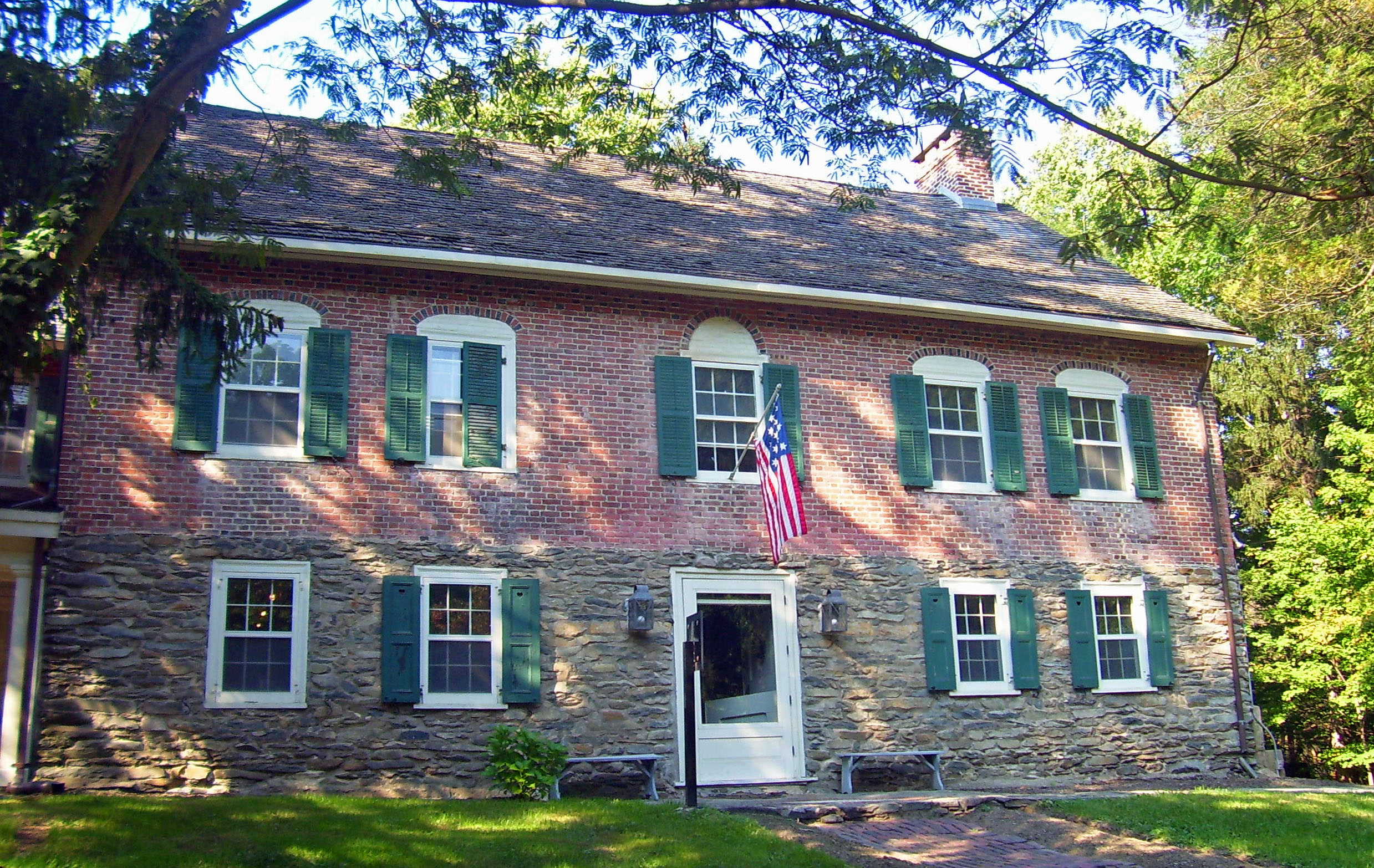
1910年代にハンター家が住んでいたゴメス ミル ハウス。

ハンターはオハイオ州スチューベンビルで生まれ育った。そこでは、父親が印刷所を経営し新聞を発行していた。1900年から1903年まで、オハイオ州立大学に通った。彼はニューヨーク州イースト・オーロラにあり、エルバート・ハバードが経営するアーツ・アンド・クラフツ会社であるロイクロフトでキャリアをスタートさせた。1908年、ロイクロフトで出会ったピアニストのエディス・コーネルと結婚し、ジョセフ・ホフマンへのハンターの関心に触発された場所であるウィーンに新婚旅行に行った。帰国後に、ハンターは再度ヨーロッパに行き、イタリアで製紙法を学び、ウィーンの王立帝国グラフィック教育実験研究所 (Kaiserlich Königlich Graphische Lehr- und Versuchsanstalt) を卒業した。
1911年に夫婦でロンドンに行き、ノーフォーク・スタジオで商業デザイナーとして働いた。この間、ロンドン科学博物館での展示が彼の製紙への興味を引き起こした。原初および初期の製紙法の探求のために、東アジア、サモア、トンガ、フィジーなどの太平洋地域を旅した。
1912年に彼らは米国に戻り、ハンターはニューヨーク州マールボロ近くのゴメス・ミル・ハウスを購入して引っ越した。彼はそこに小さな製紙工場を建設し、製紙に関する最初の本を作成した。当時、手漉き紙はアメリカでは生産されていなかったのでヨーロッパから輸入する必要があった。彼の英国の製紙器具は 3世紀も前のもので、木製の水車で稼動していた。ハンターは46年間に20冊の製紙に関する本を書き、そのうち8冊は手書きであった。
1919年、ハンター一家はオハイオに戻り、1852年にドイツのワインメーカーのために建てられたチリコシーの「マウンテン・ハウス」を購入した。ハンターは、家に隣接する棟を、マウンテン ハウス プレス (Mountain House Press) と名付けた活版印刷スタジオのために使用し、そこで1922年から 1956年まで8冊の手作りの本と製紙に関する20冊の本を活発に製作・出版した。1958年、自伝『My Life with Paper』を出版。
1928年に購入し、改造を始めたコネチカット州ライムロックのサーモン・フェルズ・キルにある製鉄工場であった工場で、1930年に商用製紙工場として生産を開始した。これは、2017年時点での貨幣価値に換算すると約 488,000 米ドルに相当する、35,000 ドル近くの支出をしたものである。この工場は1933年まで操業したが、経営破綻した。
そうした状況の中でも、ハンターは紙に関する博物館を開設する可能性を模索し始め、1938年にマサチューセッツ工科大学（MIT）と10年間の契約を結び、1939年にダード・ハンター紙博物館を開設した。最初の興奮が終わった後、博物館の館長としてのハンターの活動は次第に低下し、主に特別な訪問者に対応するだけになっていった。10年契約が満了した1948年、ハンターはMIT職員の定年である65歳になっていた。そこでMITは、ハンターと彼が所有し続けるコレクションの名声を維持するために、彼に名誉学芸員の地位を与えることを提案した。ハンターは70歳になるまでの5年間、さらにMITとの関係を維持することになる。この間の1949年、博物館はロジャースビルから新しいチャールズ・ヘイデン記念図書館に移された。ハンターが旅行や収集を続け、コレクションが少なくとも2倍になっていたため、より広いスペースが必要だったためである。
MITでの任期が終わる1953年までに、ハンターは代表作である『Papermaking』（1943年改訂版）を含む6冊の著書を書き上げ、その中には、代表作である『The History and Technique of an An Ancient Craft』（1943年、1947年改訂版）がある。
1954年10月、博物館はウィスコンシン州アップルトンの紙化学研究所に売却され移転した。ハンターは博物館の学芸員になり、1966 年に亡くなるまでこの仕事を続けた。移転の理由についてハンターは友人に書いている。「紙の博物館がMITからウィスコンシン州アップルトンの紙化学研究所に移ったことは、おそらくご存じだと思います。これは、博物館がMITにあった期間が16年と長かったことと、私の年齢のこともあり、資料の永久保存場所を探したいと考えたためです。MITにはこのテーマに関するものは何もありませんでしたが、紙化学研究所はすべてが紙に関するものであり、理想的な場所と思われました。私はどうせ引退するのだから、自分の死後も博物館が受け継がれるようにと願っていたので、この移転はとても喜ばしい」。
しかし、ハンターには忸怩たる思いがあったようで、1963年6月の痛烈な手紙の中ではこう書いている。「この数年間を振り返ってみて、私の人生は無駄だったという思いだけが残っています。今の世の中、大事なのは急ぐこととスピード、そして月へ行くという欲望だけだ。私の仕事は、まったく地味なものばかりだ。もし、私が何か価値あることをしたとすれば、ペーパー・ミュージアムを設立したことくらいだ」。1966年、ハンターは82歳でこの世を去った。
1989 年に紙化学研究所がジョージア州アトランタに移転し、製紙科学技術研究所（IPST）と改名された。ダード・ハンター コレクションも梱包され、移動された。
研究所は1991年、ダード・ハンター紙博物館 を アメリカ製紙博物館（American Museum of Papermaking）と改称することを発表した。
1993年の春、改名されたアメリカ製紙博物館は IPST 内で再開された。この間、博物館は成長を続け、巡回展示プログラムが開始された。
1996年、博物館はジェームズ・リヴァー・コーポレーションから多額の寄付を受けた。その結果、博物館の名前は再び変更されることになった。
名前が変わりロバート C. ウィリアムズ製紙博物館となった博物館は、現在、アトランタのジョージア工科大学のキャンパスにある紙科学技術研究所のコレクションのほとんどを収蔵している。

## 死と遺産
ハンターは 1966年2月20日にオハイオ州チリコシーで亡くなり、2人の息子が残った。彼の妻は1951年に亡くなっていた。ハンターはオハイオ州ロス郡チリコシーのグランドビュー墓地に埋葬されている。
彼の子孫は、予約制で公開されている歴史的なマウンテン・ハウスでダード・ハンター・スタジオを維持していて、オンラインライブラリを提供している。生前に書かれた本に加えて、1998年に出版された書籍『Dard Hunter & Son』は ハンター作品へのオマージュである。この本は、ニューヨーク公立図書館の2003 ～ 2004年展覧会Ninety from the Nineties に選ばれ、展示された。
手製紙とブックアートの伝統を継続・促進するために、フレンズ オブ ダード ハンター が1981年に設立されている。
製紙に関するハンターの本は、製紙業者のダグラス・モース・ハウエルにインスピレーションを与えた。